# بانکوک لند
بانکوک لند (انگلیسی: Bangkok Land) شرکت املاک تایلندی است، که در سال ۱۹۷۳ تأسیس شد.